# Villa Soldati

Lage von Villa Soldati in Buenos Aires

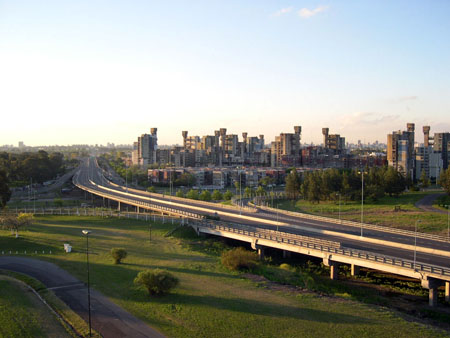
Campora Freeway in Roca Park, Villa Soldati

Villa Soldati ist ein Stadtteil im Süden der argentinischen Hauptstadt Buenos Aires. Der Stadtteil hat gut 41.000 Einwohner (Stand von 2001) auf einer Fläche von 8,7 km². Er gehört mit einer Bevölkerungsdichte von 4.700 Einwohnern pro km² im Prinzip zu den schwächer besiedelten Stadtteilen von Buenos Aires. Die durchschnittliche Bevölkerungsdichte von Buenos Aires beträgt rund 13.500 Einwohner/km². Zusammen mit Villa Lugano und Villa Riachuelo bildet der Stadtteil den Verwaltungsbezirk C8.

## Lage und Charakter
Villa Soldati wird begrenzt durch die Straßen Avenida 27 de Febrero, Coronel Esteban Bonorino-Straße, Av. General Francisco Fernández de la Cruz, Varela-Straße, Av. Perito Moreno, Castañares-Straße und Escalada-Straße.
Villa Soldati ist ein Arbeiterviertel und einer der ärmsten Stadtteile von Buenos Aires. 40 % seiner Einwohner leben im Barrio Soldati, einem Komplex von Sozialwohnungen, der zwischen 1973 und 1979 erbaut wurde und zu den größten in Südamerika zählt. In Villa Soldati befinden sich auch fünf Villa Miserias, damit gehört der Stadtteil zusammen mit Villa Lugano zu jenen mit den meisten Elendssiedlungen der Hauptstadt.
Zum Stadtteil gehört auch das Estadio Parque Roca.